# 森野善右衛門
森野 善右衛門（もりの ぜんえもん、1928年12月7日 - 2023年7月31日 ）は、日本の神学者、牧師、翻訳家。
東北学院大学名誉教授。

## 略歴
広島市生まれ。1945年群馬県立高崎中学校卒業。1948年松本高等学校理科甲類卒業。1953年広島文理科大学物理学科卒業。1957年東京神学大学大学院修士課程修了。日本基督教団信濃町教会、若草教会牧師。1966年東北学院大学助教授、教授。1996年定年退任、名誉教授。

## 著書
- 『世の光キリスト ヨハネ福音書1-9章による』（新教出版社、現代聖書講解説教1） 1979.9
- 『他者のための教会』（新教出版社、今日のキリスト教双書） 1980.5
- 『福音に生きる』（新教出版社） 1981.5
- 『使命に生きる教会の建設』（新教出版社、教会と宣教双書） 1983.8
- 『世の命キリスト ヨハネ福音書10-21章による』（新教出版社、現代聖書講解説教8） 1983.1
- 『現代に生きる人間 神・世界・人間』（新教出版社） 1988.4
- 『希望に生きる キリスト教入門』（教文館） 1988.3
- 『派遣される教会』（新教出版社、教会と宣教双書） 1988.5
- 『他者のための教会』（新教出版社、今日のキリスト教双書） 1989.3
- 『目標を目ざして走り』（新教出版社、新教新書） 1990.5
- 『時代を生きる キリスト教に未来はあるか』（教文館） 1992.4
- 『大バビロンが倒れた』（新教出版社、新教新書） 1992.5
- 『研究室の窓から 1973 - 1996』（新教出版社） 1996.3
- 『礼拝への招き』（新教出版社） 1997.12
- 『教会の告白と実践 実践神学の諸問題』（新教出版社） 1999.8
- 『告白と抵抗 ボンヘッファーの十字架の神学』（新教出版社） 2005.11
- 『明日への教会 聖霊と信徒の世紀を開く』（キリスト新聞社出版事業課） 2010.12

### 共編
- 『日本のキリスト教の今日的実践』（菅隆志共編、日本基督教団出版局、アルパ新書） 1972

## 翻訳
- 『現代信仰問答』（ボンヘッファー、新教出版社、新教新書） 1961
- 『現代キリスト教倫理』（新教出版社、ボンヘッファー選集4） 1962
- 『告白教会と世界教会』（新教出版社、ボンヘッファー選集6） 1968
- 『富めるキリスト者と貧しきラザロ キリスト教社会倫理の今日の課題』（H・ゴルヴィツアー、日本基督教団出版局） 1973
- 『ボンヘッファー伝 4』（E・ベートゲ、新教出版社） 1974
- 『説教と牧会』（ボンヘッファー、新教出版社） 1975
- 『共に生きる生活』（ボンヘッファー、新教出版社） 1975
- 『教会の本質』（ボンヘッファー、新教出版社） 1976
- 『ボンヘッファー聖書研究 新約編』（浅見一羊, 大崎節郎, 長谷川晴子, 畑祐喜, 堀光男, 村上伸, 森平太共訳、新教出版社） 2006.10